# 新河岸川産業廃棄物処理対策

JR武蔵野線の車窓から見下ろした現地。
白い建物は掘削物の仮置所。奥の構造物が産業廃棄物埋設箇所の鋼管矢板護岸。

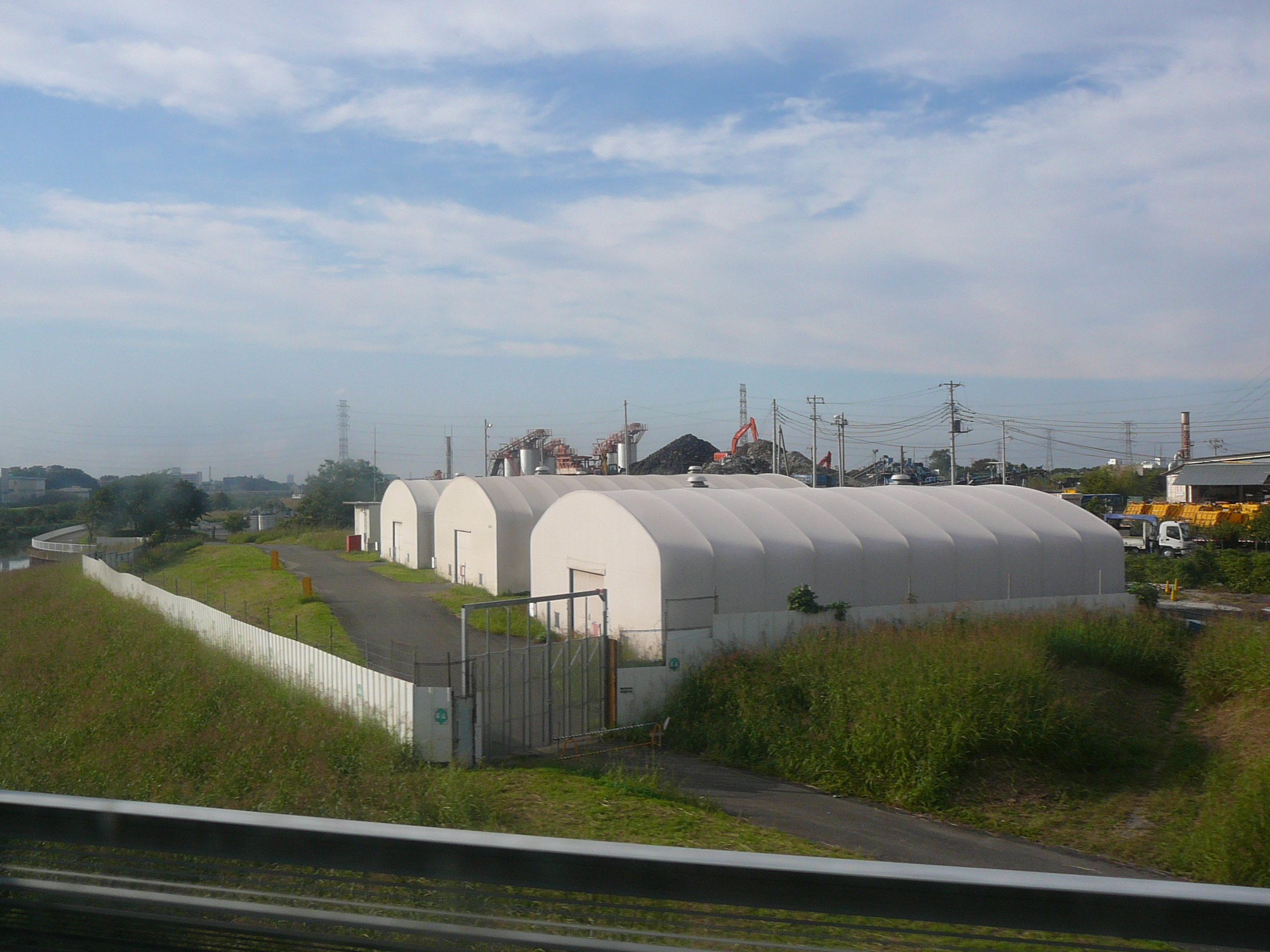
掘削した廃棄物・汚染土壌を保管する仮置所のテント

新河岸川産業廃棄物処理対策（しんがしがわさんぎょうはいきぶつしょりたいさく）とは、1970年前後に埼玉県朝霞市上内間木の新河岸川河川敷で不法投棄された産業廃棄物に対し、埼玉県が遮蔽処置や除去処分などを実施している対策である。。河川敷に埋設された廃棄物による土壌汚染・地下水汚染問題の解決（適正処理）を進めている。

## 概要

### 経緯
埼玉県は1987年（昭和62年）8月から1988年（昭和63年）10月にかけて、一級河川である新河岸川の河川改修事業に伴う用地買収を行った。同年12月、朝霞市上内間木の新河岸川左岸河川敷で掘削築堤工事中に高水敷予定箇所を掘削したところ、ガラス、ゴムくず、廃プラスチック、有機溶剤入りドラム缶等の廃棄物が埋められているのが発見された。県の調査によれば、廃棄物は高濃度のPCB、ダイオキシン類、鉛などの重金属、トリクロロエチレン、テトラクロロエチレン、トルエンなどの揮発性有機化合物により汚染されていることが判明した。
1990年（平成2年）5月、廃棄物中の有害物質が河川や地下水に流出し水質汚染することを防ぐため、現場周囲に遮水壁（深さ13mの鋼矢板）を設置し、雨水の浸入防止のため防水シートで覆い、さらにその上からに約1mの覆土を行う応急処置を行った。対策を施した面積は2,450平方メートルに及んだ。1994年（平成6年）3月には、洪水防止と廃棄物の流出防止のため、廃棄物が埋設されている区間の護岸工事を実施した。川底の地盤改良を施した上で、新河岸川と河川敷の廃棄物埋設箇所の間に深度21mの鋼管矢板を設置した。
1991年（平成3年）には、一時保管する移転先確保の必要性についても議論された。当該廃棄物にはトリクロロエチレン・テトラクロロエチレン等の揮発性有機溶剤(特定有害産業廃棄物に規定されている有害物質)も多く含まれていたため、これらの物質が地下水や大気等の周辺環境に影響を与えないようにするための暫定措置として1996年（平成8年）から有機溶剤(揮発性有機化合物:VOC)の吸引除去工事を行ない、1996年（平成8年）から2010年（平成22年）までの間、推定50トン以上の有機溶剤を回収している。
1994年度（平成6年度）に試験的に一部掘削し保管した廃棄物はドラム缶約950本に及んだ。1996年（平成8年）に69か所のボーリング調査を行い、廃棄物の埋設量を約11,000立方メートルと推定した。掘削試行工事の結果、廃棄物が高濃度の揮発性有機溶剤で汚染されていることが確認されたため、廃棄物中の有機溶剤を吸引除去する工事を開始した。
2009年（平成21年）6月、県は専門家による「埼玉県新河岸川産業廃棄物処理推進委員会 技術検討委員会」を設置。廃棄物の無害化処理の工法案の検討を行い、2020年時点でも委員会による検討を継続している。しかし事態の全面解決には至っておらず、第2回新河岸川産業廃棄物処理技術検討委員会では、ガス吸引の効率が悪くなっている事や今後“第2帯水層”の地下水への影響が心配される等の討議がなされた。
1990年（平成2年）に応急措置で現場周囲に鉛直遮水壁（鋼矢板=シートパイル）が打設されてから年月が経ち、防食対策がされていない鋼矢板は、耐用年数が経過すると腐食により穴が開く。廃棄物が地中に埋まった状態では、有害物質が漏れ出しても発見が遅れる可能性は極めて高い。県の基本方針では、PCB処理特別措置法（ポリ塩化ビフェニル廃棄物の適正な処理の推進に関する特別措置法）により、PCB廃棄物の処理期限が明確になっているため、2016年（平成28年）までに無害化処理するものと位置付けられていた。
現地で掘削しドラム缶に収納して保管している廃棄物は、2016年（平成28年）12月までに無害化処理認定施設での処理を完了した。しかし2021年現在、鋼管矢板で護岸した部分にはまだ廃棄物が埋設されたままとなっている。
不法投棄については、犯人の特定ができず公訴時効が成立し未解決事件となった。

### 主たる有害物質
県の公表によれば、推定10,000平方メートル以上の廃棄物にはPCBや鉛などの有害物質が含まれていた。廃棄物に含まれる主な有害物質は、PCB、ダイオキシン類、重金属等（カドミウム、水銀、鉛、砒素、六価クロム。）、揮発性有機化合物（トリクロロエチレン、テトラクロロエチレン、ベンゼン）などである。
県が公表している廃棄物の量は、埋まっている状態のものが推定で10,100立方メートル。試験的に掘削しドラム缶で保管している状態のものが307立方メートル。合計で10,407立方メートル。有毒な特定有害物質は混合しているため比率が確認できていない。立方メートルをキログラムに換算すると莫大な数値となる。

## 沿革
1970年代
- 1970年前後（昭和40年代）-  不法投棄推定時期[3]
- 1973年（昭和48年）6月 - 悪臭に悩む住民の訴えにより朝霞市公害調査対策特別委員会が設けられた。議事録によると「有害物質が河川に流れ、魚が浮いた」「大量のプラスチック、廃材、コンクリート片で河川の形が変わった」「悪臭がひどい」等の現地調査が報告された[12]。
- 1973年7月 - 当時の埼玉県知事と朝霞市長が連名で、不法投棄をしていた6業者に対して「違法行為を許すことはできない。ただちにかかる行為を中止するよう警告する」との警告書を出した[13]。しかしこの際に刑事訴訟法に基づく告発がなされず、警察の捜査や行政・市民の監視力強化には及ばなかった。[要説明]

1980年代
- 1987年（昭和62年）8月～1988年（昭和63年）10月 - 新河岸川河川改修事業に伴う用地買収を行う[3]。
- 1988年（昭和63年）12月 - 掘削築堤工事中に廃棄物の埋設を確認。高水敷予定箇所を掘削したところ、ガラス、ゴムくず、廃プラスチック、有機溶剤入りのドラム缶等の廃棄物が埋設されていることが確認された[3]。
- 1989年（平成元年）1月 - 地域住民よりガス臭いとの苦情･通報が相次いだ[14]。悪臭発散防止措置が講じられていなかった事に起因した。
- 1989年1月～3月 - 横浜市内の処分場に運び焼却していた新河岸川河川敷の産業廃棄物について、同処分場の近隣6市から悪臭に対する住民苦情が殺到。横浜市の処分場周辺でも騒ぎが起き、3月には搬入を拒否された[15]。
- 1989年6月 - 悪臭飛散防止のための覆土作業を実施。
- 1989年9月～10月 -  ボーリング調査等、産業廃棄物の平面及び深度方向の分布状況の把握。

1990年代
- 1990年（平成2年）5月 - 現場周囲に鋼矢板（シートパイル）打設及び防水シートによる覆いを実施[3]。鋼矢板打設等工事費は1億2700万円（1992年3月10日、埼玉県議会にて県土木部長答弁）。
- 1990年8月 - 新河岸川産業廃棄物処理技術調査検討委員会の設置。大学及び国・県の研究機関の専門家らで構成、1991年（平成3年）11月まで全12回開催。調査・実験分析費用及び検討委員会の運営経費（平成2～3年度合算）1億500万円支出（1992年3月10日埼玉県議会にて同県土木部長答弁）。
- 1990年10月 - 当該現場より爆発性物質のエチルメルカプタン（エタンチオール）が検出される[16]。
- 1990年10月 - 厚生省（現：厚生労働省）職員が現地を視察。
- 1990年10月～ - 現場周辺3箇所の監視用井戸で水質モニタリング開始。2016年（平成28年）度以降は、9箇所の観測井戸で調査を行っている[17]。
- 1990年11月 - 朝霞市で臨時市議会が開催。議会では新河岸川での「奇形の魚」等に関して議論があり、その数日後にPCB等の有害物質による土壌汚染を埼玉県が隠していたことが発覚。住民運動が巻き起こり、マスコミ報道で社会問題化した。[要出典]
- 1990年11月9日 - 当時の埼玉県知事が記者会見の席で土壌汚染を隠していたことについて陳謝した。
- 1991年（平成3年）3月1日 - 埼玉県議会定例会にて当時の副県知事より「1990年10月～1991年2月にかけて不法投棄に関わった者を究明するために、地主・業者・付近住民および当時の県担当者の延べ71名に聞き取り調査を実施したものの、土地の売主はドラム缶の埋立について承知していなかった。（当該用地を買収する前の）借主を調査したところ、1976年に県内数か所で有害物の入ったドラム缶を不法投棄した事件で逮捕されていて調査を進めたが、この者は1983年に朝霞市から富士見市に転出した後、1985年には職権により住民票が除票となっており、行方の追及が難しい状況で投棄者を特定することに至っていない」との答弁がなされた[18]。
- 1991年6月25日 - 埼玉県議会定例会にて当時の県知事より「刑事責任については時効が成立しており、民事責任についても損害賠償請求が困難」との答弁がなされた。
- 1991年9月 - 新河岸川産業廃棄物処理推進委員会の設置。県の関係各課所で構成。
- 1991年9月 -  朝霞市議会にて当時の市長が、有害物質による地下水汚染に関して「基準値を超えた井戸の所有者に対して、保健所とともに飲用に用いないよう指導した」と答弁。[要出典]
- 1992年（平成4年）10月1日 - 埼玉県議会定例会にて河川改修事業の遅れ・治水整備の緊急性に関して意見および質疑があり、朝霞市の神谷裕之議員から安全で住みよい生活環境の実現を望む発言がなされた。
- 1994年（平成6年）3月 -  埋設区間の洪水防御対策護岸工事（鋼管矢板21m）実施。
- 1994年3月～1995年(平成7年2月) 小規模掘削試行工事。埋設廃棄物の分布状況の把握及び有機溶剤等の有害物質の掘削方法を検討するため試掘を行った。掘削した廃棄物及び汚染土壌はドラム缶950本に収納し、仮置きテント内に保管した。
- 1994年（平成6年）4月 - 大気環境モニタリングの開始。測定物質：トルエン、ベンゼン、テトラクロロエチレン、トリクロロエチレン。サンプリング地点数:3箇所（平成10年度からは1箇所）。
- 1996年（平成8年）5月 - 脱有機溶剤試験工事を開始。埋設箇所の安全性の向上、掘削時の防曝[19]。対策等の軽減を図るため、土壌ガス吸引法により土壌中の有機溶剤を吸引している。
- 1997年（平成9年）12月 - 朝霞市議会にて当時の市長が毎年1回定期的に実施している地下水のモニタリングに関して「基準値を超えた井戸の使用者及び周辺の井戸の使用世帯に対し、飲用に使用しないよう指導した」と答弁。[要出典]

2000年代
- 2000年（平成12年）12月14日 - 千葉県市原市議会定例会にて、当該対策について「朝霞市の例：処理費用(現在まで)10億円以上県の負担」と言及される[20]。
- 2009年（平成21年）6月 - 新河岸川産業廃棄物処理技術検討委員会を設置。大学及び国の研究機関の専門家らで構成。新河岸川産業廃棄物の無害化処理に向けて、具体的かつ現実的な工法案の検討を行う。

## 問題点

### 費用負担
当該対策にかかった総費用や、浄化（廃棄物の撤去および処分）に要する費用は明らかにされていない。県から地域住民に対して、産廃特措法（特定産業廃棄物に起因する支障の除去等に関する特別措置法） の実施計画を定めるかどうか（同法に基づく特定支障除去等を講ずる必要がある事案かどうか）の説明はなされておらず
、
県は国に対して同法の期限延長を要望していなかった。
同法の期限延長を望む意見は滋賀県など他県でも出ており、民主党が「有効期限の10年延長を求める改正法案」 を衆院に提出した経緯はあるが、同法案は廃案の公算 が大きいとされていた。その後、環境省は2012年度末で失効する同法の期限を延長する方針を決めている。
2004年（平成16年）以降に同法の適用を受けた事案では数億円から数十億円級の事業費が公表されているが、いまだ問題解決していない当該対策には、部分的に公表されている金額だけでも既に数億円の費用が生じている。不法投棄の原因者や、県外から持ち込まれた廃棄物かどうかが特定できないまま、国の財政支援を受けずに県民が当該対策費用を負担し続けている。
環境省は産廃特措法の適用について「不法投棄等の不適正処理を未然に防ぎ拡大を阻止するために、行政が法制度等を的確に執行するのは当然だが、あえてそのことについて触れなければならない現実がある」と前置きした上で、香川県の豊島事件や青森・岩手県境不法投棄の事例を具体的に挙げ「地方自治体が早期に的確な行政措置を執行することで不法投棄の継続や拡大が防げた事案が散見される」と指摘した。同法適用に関しては「そのような観点から、都道府県等が講じる不法投棄に係る支障除去等の措置に関して実施計画を策定させ、立入検査など当該事案に関して行った措置や責任の所在など行政対応を厳しく検証し、その内容を明らかにさせる」こととし、同法適用に対して「行政の的確な執行」を条件付けている。埼玉県が同法適用を受けるとすれば同様に県の対応が問われることとなる。

### 国との連携
河川法第59条では「河川の管理に要する費用の負担原則」として、同法および他の法律に特別の定めがある場合を除き一級河川に係るものにあっては国が河川の管理に要する費用を負担することとされている。新河岸川は一級河川であり、さらに同法第60条2項では「第9条2項の規定により都道府県知事が行うものとされた指定区間内の一級河川の管理に要する費用は、当該都道府県知事の統轄する都道府県の負担とする。（当該費用のうち）その他の改良工事に要する費用にあつては（国が）その2分の1を負担する」こととされている。
当該現場の土地所有者である国（国土交通省）は、対策費用の捻出や有害物質の撤去･完全無害化を推進する役割（当該処理対策の主管）をしていない。本来であれば不法投棄された土地の場合、排出事業者が産業廃棄物の撤去計画を立案し、当該事業者がかかる費用を負担する事になる（排出事業者責任）。排出事業者や不法投棄した行為者が特定できない場合は、土地所有者が責任を持つのが通例とされている。

## 新河岸川産業廃棄物処理技術検討委員会
大学及び国の研究機関の専門家らで構成。新河岸川産業廃棄物の無害化処理に向けて、具体的かつ現実的な工法案の検討を行う。 会議は原則公開で傍聴が可能。会議の結果は埼玉県公式ホームージで公開される。
- 2009年（平成21年）6月 - 新河岸川産業廃棄物処理技術検討委員会を設置。
- 2009年8月 - 第1回新河岸川産業廃棄物処理技術検討委員会を開催。
  - 補足調査の結果について
  - 今後の調査計画（案）について
  - 処理技術公募（案）について
- 2009年12月 -  第2回新河岸川産業廃棄物処理技術検討委員会を開催。
  - ダイオキシン類の調査結果について
  - 県の処理方針（案）
  - 処理技術公募（案）について
- 2010年（平成22年）6月 - 第3回新河岸川産業廃棄物処理技術検討委員会を開催。
  - 追加調査の結果について
  - 処理技術公募(案)について
- 2011年（平成23年）9月 - 第4回新河岸川産業廃棄物処理技術検討委員会を開催。
  - 技術検討委員会について
  - 平成22年度事業の結果について
  - 有機溶剤吸引工事について
  - 無害化処理技術提案について（非公開）

## 対策工事の入札状況
直近の有機溶剤関連工事
- 2007年（平成19年）5月17日開札（指名競争入札）
  - 名称: 新河岸川産業廃棄物処理対策工事（脱有機溶剤試験工事）、落札業者名:鴻池組、金額: 2500万円
- 2008年（平成20年）9月18日開札（指名競争入札）
  - 名称: 新河岸川産業廃棄物処理対策工事（脱有機溶剤試験工事）、落札業者名:鴻池組さいたま営業所、金額: 1490万円
- 2009年（平成21年）6月19日開札（一般競争入札）
  - 名称: 新河岸川産業廃棄物処理対策工事（脱有機溶剤試験工事）、落札業者名:鴻池組さいたま営業所、金額: 2590万円
- 2010年（平成22年）7月14日開札（一般競争入札）
  - 名称: 新河岸川産業廃棄物処理対策工事（有機溶剤吸引工事）、落札業者名:竹中土木関東支店、金額: 1816万円
- 2011年（平成23年）11月9日開札（一般競争入札）
  - 名称: 新河岸川産業廃棄物処理対策工事（有機溶剤吸引工事）、落札業者名:竹中土木関東支店、金額: 2290万円

- 当該現場における汚染土壌処理業者[29] - 該当無し

## 安全管理上の問題点
- 現場の上流（朝霞水路沈砂池・新宮戸橋付近）や下流（朝霞水門付近）に現状を周知する危険サイン等は一切存在せず、長年住んでいる地元住民以外には不法投棄された廃棄物の存在自体があまり知られていない。現場の囲いには看板等が無く、管理責任者や何のための囲いなのかも明確になっていない。
- 当該現場は特定有害物質によって汚染されているものの、同県知事から土壌汚染対策法第6条第1項に基づく要措置区域としての指定がなされていない。土壌汚染対策法および汚染土壌処理業に関する省令[30]では、汚染土壌の処理に関する基準が定められており、特定有害物質又は特定有害物質を含む固体もしくは液体の飛散等および地下への浸透ならびに悪臭の発散を防止するために必要な措置を講ずることが規定されている（同省令第5条1項）。要措置区域に指定されていない土地の汚染土壌を処理する場合は汚染土壌処理業の許可が必要とされていない。
- 現場で地下浸透防止措置が講じられていない。同県の地下水モニタリングでトリクロロエチレンの数値が年々上昇していること（地下水汚染)[31]が判明している。環境基準(0.03㎎/L)[32]の値に近くなっている観測井戸が存在する[33][34]が、原因と対策方法は明らかにされていない。
- 現場は新河岸川とJR東日本武蔵野線が交差する地点に近い場所で、低地のため大雨による洪水で川が氾濫した場合に浸水の可能性がある[35][36]。浸水時に生じるPCB廃棄物の流出・拡散に関する対策（根拠条文：廃棄物処理法第12条の2第2項、同法施行規則第第8条の13第2項ハ「特別管理廃棄物が流出せぬよう必要な措置を講ずる」[37]）は県から公表されていない。